# 祝福のカンパネラ (曲)
「祝福のカンパネラ」（しゅくふくのカンパネラ）は、佐藤ひろ美とNANAの楽曲。佐藤ひろ美が作詞、上松範康が作曲を手掛けた。2009年1月30日に佐藤とNANAによるコラボレーション・シングルとしてHOBiRECORDSから発売された。

## 概要
佐藤ひろ美にとっては「アンバーワールド」以来約1か月半ぶり、NANAにとっては「Ashberry」以来約2年4か月ぶりのシングルとなった。
表題曲は、同名のPCゲームのオープニングテーマ、及びラジオ番組『祝福のカンパネらじお』のオープニングテーマとして使用された。カップリング曲は、笶田みこが歌唱を担当しており、同ゲームのエンディングテーマとして使用された。両曲とも佐藤ひろ美が作詞を担当している。
2009年8月14日、リアレンジ・ヴァージョン「祝福のカンパネラ -special summer ver.-」がCDシングルとしてリリースされ、コミックマーケット76限定で販売された。

## シングル収録内容
| 全作詞: 佐藤ひろ美、全編曲: 菊田大介。 |                                         |            |           |                  |      |
| #                                      | タイトル                                | 作詞       | 作曲      | 歌               | 時間 |
| 1.                                     | 「祝福のカンパネラ」                    | 佐藤ひろ美 | 上松範康  | 佐藤ひろ美＆NANA | 5:17 |
| 2.                                     | 「たからもの」                          | 佐藤ひろ美 | 菊田大介  | 笶田みこ         | 4:17 |
| 3.                                     | 「祝福のカンパネラ」(Instrumental ver.) | 佐藤ひろ美 |           |                  | 5:17 |
| 4.                                     | 「たからもの」(Instrumental ver.)       | 佐藤ひろ美 |           |                  | 4:17 |
| 5.                                     | 「祝福のカンパネラ」(Short ver.)        | 佐藤ひろ美 |           | 佐藤ひろ美＆NANA | 2:35 |
| 合計時間:                              | 合計時間:                               | 合計時間:  | 合計時間: | 21:43            |      |

| 全作詞: 佐藤ひろ美、全作曲: 上松範康、全編曲: 菊田大介。 |                                                               |            |            |                  |      |
| #                                                        | タイトル                                                      | 作詞       | 作曲・編曲 | 歌               | 時間 |
| 1.                                                       | 「祝福のカンパネラ -special summer ver.-」                    | 佐藤ひろ美 | 上松範康   | 佐藤ひろ美＆NANA | 5:43 |
| 2.                                                       | 「祝福のカンパネラ -special summer ver.-」(Short ver.)        | 佐藤ひろ美 | 上松範康   | 佐藤ひろ美＆NANA | 2:38 |
| 3.                                                       | 「祝福のカンパネラ -special summer ver.-」(Instrumental ver.) | 佐藤ひろ美 | 上松範康   |                  | 5:41 |
| 合計時間:                                                | 合計時間:                                                     | 合計時間:  | 14:02      |                  |      |

## 収録アルバム
| 曲名             | 収録アルバム                                      | 発売日         | 備考                          |
| ---------------- | ------------------------------------------------- | -------------- | ----------------------------- |
| 祝福のカンパネラ | Elements Garden II ～TONE CLUSTER～               | 2009年9月2日   |                               |
| 祝福のカンパネラ | SUPER SHOT -美少女ゲームリミックスコレクション-   | 2009年11月27日 | StripE Trance Remixとして収録 |
| 祝福のカンパネラ | GWAVE 2009 1st Ace                                | 2010年5月26日  |                               |
| 祝福のカンパネラ | 佐藤ひろ美 THE BEST -Sky Blue-                    | 2010年9月22日  |                               |
| 祝福のカンパネラ | Windmill Vocal Collection 2 koshi-an              | 2014年12月28日 |                               |
| 祝福のカンパネラ | Thanks a million                                  | 2016年12月29日 |                               |
| 祝福のカンパネラ | Symphony Sounds Record 2021 ～from 2006 to 2020～ | 2021年08月27日 |                               |
| たからもの       | Elements Garden III -phenomena-                   | 2010年9月22日  |                               |
| たからもの       | Windmill Vocal Collection 2 koshi-an              | 2014年12月28日 |                               |